# Metaline
Metaline é uma cidade  localizada no estado norte-americano de Washington, no Condado de Pend Oreille.

## Demografia
Segundo o censo norte-americano de 2000, a sua população era de 162 habitantes.
Em 2006, foi estimada uma população de 172, um aumento de 10 (6.2%).

## Geografia
De acordo com o United States Census Bureau tem uma área de
0,8 km², dos quais 0,8 km² cobertos por terra e 0,0 km² cobertos por água. Metaline localiza-se a aproximadamente 616 m acima do nível do mar.

## Localidades na vizinhança
O diagrama seguinte representa as localidades num raio de 52 km ao redor de Metaline.